# Долішній Дибник
Долішній Дибни́к (болг. Долни Дъбник) — місто в Плевенській області Болгарії. Адміністративний центр общини Долішній Дибник.

## Населення
За даними перепису населення 2011 року у місті проживали 4217 осіб.
Національний склад населення міста:
| Національність   | Кількість осіб | Відсоток |
| ---------------- | -------------- | -------- |
| болгари          | 3564           | 88,7%    |
| цигани           | 291            | 7,2%     |
| турки            | 142            | 3,5%     |
| інша             | 9              | 0,2%     |
| не визначились   | 13             | 0,3%     |
| Всього відповіли | 4019           |          |

Розподіл населення за віком у 2011 році:
Динаміка населення: